# Michel Rollier
Pour les articles homonymes, voir Rollier (homonymie).
Michel Rollier, né le 19 septembre 1944 à Annecy, est un dirigeant d'entreprise français, d'origine savoyarde. Il est président du conseil de surveillance de Michelin de 2013 à 2021.

## Formation
Michel est le fils de François Rollier (1915–1992), qui fut cogérant de Michelin, avec son cousin germain François Michelin de 1966 à 1992, et qui fut également PDG de Citroën. Il est le frère cadet de Philippe Rollier, ancien Président et CEO du cimentier Lafarge pour l'Amérique du Nord,.
Il reçoit en 1960, son baccalauréat au lycée privé Saint-Michel d'Annecy. En 1967, il sort diplômé de l'Institut d'études politiques de Paris, section service public, puis il obtient en 1968 un DESS en droit à l'université de Paris.

## Carrière
Il commence sa carrière en 1971 dans la société Aussedat Rey dans laquelle il occupe les fonctions de contrôleur de gestion jusqu'en 1982, puis de directeur d'unité opérationnelle de 1982 à 1987, de directeur financier de 1987 à 1994 et de directeur général adjoint de 1994 à 1996.
Il rejoint le groupe Michelin en 1996, comme directeur du service juridique du groupe et directeur des opérations financières.
Membre du comité exécutif, il prend en octobre 1999 la responsabilité de l'ensemble de la direction financière et juridique du groupe.
Il est élu gérant associé commandité de la Compagnie générale des établissements Michelin en mai 2005. Il prend la tête du groupe en mai 2006, après le décès accidentel de son cousin germain Édouard Michelin. Il quitte ce poste le 11 mai 2012, laissant Jean-Dominique Senard seul gérant du groupe.
Il est président de la Plateforme de la filière automobile (PFA), dont l'objet est de définir et mener les actions contribuant au renforcement de la filière automobile française, de 2012 à décembre 2017.

## Salaire
En tant que dirigeant, il a perçu 4,5 millions € en 2010, ce qui a fait de lui le patron du CAC 40 le mieux payé en 2010. Michelin étant une société en commandite, il était responsable des résultats de son entreprise sur ses biens personnels.

## Fonctions et mandats sociaux
- Gérant associé commandité de la Compagnie générale des établissements Michelin jusqu'au 11 mai 2012[12]
- Gérant associé de la Compagnie financière Michelin (Suisse)
- Président du conseil de surveillance de Michelin
- Président de Siparex Associés [16]
- Administrateur de Lafarge SA[17]
- Administrateur de Moriat Gérant
- Président du conseil de surveillance du groupe Somfy depuis le 16 mai 2013 (son mandat expire à l'assemblée générale de 2022)[18].